# Hrabyně (zámek)
Zámek Hrabyně stával v obci Hrabyně, mezi Ostravou a Opavou.

## Historie
První písemná zmínka o obci pochází z roku 1377, kdy došlo k dělení opavského vévodství. Tehdy byl ve vlastnictví Jindřicha z Bítova. V roce 1528 ji Jiří Bítovský z Bítova prodal Jindřichovi z Fulštejna a při této příležitosti je zmíněna i tvrz. V roce 1535 pak panství koupil Jindřich Šíp z Bránice. Podruhé je tvrz připomínána roku 1565, když ji zakoupil Jiří Tvorkovský z Kravař. V roce 1647 se majitelkou stala Marie Magdalena Syrakovská z Pěrkova a v roce 1687 připadla Maxmiliánovi Mitrovskému z Nemyšle. V roce 1756 za Arnošta Benjamina Mitrovského z Nemyšle došlo na místě tvrze nebo v její blízkosti k výstavbě pozdně barokního zámku, jehož podoba byla ovlivněna Johannem Lukasem von Hildebrandtem. Roku 1832 zámek odkoupil Arnošt Ota Čejka z Badenfeldu, ovšem už v roce 1837 jej prodal Řádu německých rytířů, který v letech 1862–1863 nechal zámek přestavět. Při této přestavbě byl o polopatro zvýšen, přičemž původní velikost naznačovala korunní římsa. V majetku řádu zůstal do roku 1939, kdy již neplnil funkci sídla.
Kvůli úzkým vazbám řádu na Habsburky přešel v roce 1919 pod správu státu.[zdroj?] Ten v jednom patře zámku v roce 1938 zřídil školu. Roku 1939 nechali nacisti řád rozpustit a zámek jim zabavili; v roce 1946 došlo k jeho konfiskaci československým státem. Během druhé světové války zámek sloužil jako lazaret. Na jaře 1945 došlo při bojích o Opavu a Ostravu k velkému poškození celé obce, tedy i zámku. V polovině 50. let 20. století byly zámecké trosky zbořeny. Do současnosti se zachovaly některé budovy dvora a také budova bývalé míčovny (později oranžerie a sýpky), která někdy bývá považována za bývalou tvrz.